# Joventut Badalona
Maillots
Le Club Joventut Badalone, actuellement connu sous le nom de Divina Seguros Joventut, surnommé La Penya, est un club espagnol de basket-ball basé à Badalone, en Catalogne, et jouant actuellement en Liga ACB soit le plus haut niveau du championnat espagnol. En 1994, le club remporte l'Euroligue.

## Historique
En 1991, la Joventut s'illustra en se hissant en finale de l'Open McDonald's de Paris, aventure qui se solda par une défaite de justesse (116 à 114) face aux Lakers de Los Angeles de Magic Johnson; ce qui constitue une performance historique pour un club de basket-ball européen.

## Palmarès
| Compétitions nationales | Compétitions régionales                                                               | Compétitions internationales |
| - Championnat d'Espagne : - Vainqueur : 1967, 1978, 1991, 1992 - Finaliste : 1985, 1987, 1990, 1993 - Coupe du Roi : - Vainqueur : 1948, 1953, 1955, 1958, 1969, 1976, 1997, 2008 | - Ligue catalane: - Vainqueur : 1986, 1987, 1988, 1990, 1991, 1992, 1994, 1998, 2005. | - Euroligue : - Vainqueur : 1994 - Coupe ULEB : - Vainqueur : 2008 - FIBA EuroCup : - Vainqueur : 2006 - Coupe Korać : - Vainqueur : 1981, 1990 |

## Le club

### La salle
Le club a connu de nombreuses salles différentes pour ses matchs à domicile :
- 1930-1932 : Calle Industria
- 1932-1933 : Barriada de Artigues

Pavelló Olímpic de Badalone en 2010.

- 1933-1934 : Calle Manresa (Mallorquines)
- 1934-1935 : Calle Manresa
- 1935-1936 : Centro Parroquial Canyet
- 1936-1937 : Calle de la Costa
- 1937 : Calle de Iris
- 1937-1939 : Finca Arnús
- 1939-1943 : Pasaje Viñas
- 1943 : Colegio Minguella
- 1943-1948 : Calle Latrilla
- 1948-1962 : La Plana
- 1962-1972 : Pabellón Deportivo de La Plana
- 1972-1992 : Pabellón de Ausias March
- Depuis 1992 : Palau Olimpic de Badalona (Pavillon olympique de Badalone)

### Blason et couleurs

Logo de 2011 à 2016.

### Sponsoring
- 1965-1968 : Joventut Kalso
- 1968-1971 : Joventut Nerva
- 1971-1977 : Joventut Schweppes
- 1978-1981 : Joventut Freixenet
- 1981-1982 : Joventut Sony
- 1982-1983 : Joventut Fichet
- 1983-1984 : Joventut Massana
- 1984-1987 : Ron Negrita Joventut
- 1987-1990 : Ram Joventut
- 1990-1992 : Montigalà Joventut
- 1992-1993 : Marbella Joventut
- 1993-1995 : 7Up Joventut
- 1996-1997 : Festina Joventut
- 1997-2000 : Pinturas Bruguer Badalona
- 2001-2011 : DKV Joventut
- 2011-2016 : FIATC Mutua Joventut
- 2016- : Divina Seguros Joventut

## Personnalités historiques du club

### Entraîneurs successifs
Le tableau suivant présente la liste des entraîneurs du club depuis 1939.
| Rang | Nom              | Période   |
| ---- | ---------------- | --------- |
| 1    | Xavier Estruch   | 1939-1941 |
| 2    | Luis Antoja      | 1941-1943 |
| 3    | Gironés          | 1943-1944 |
| 4    | Xavier Estruch   | 1944-1946 |
| 5    | Vicenç Lleal     | 1946-1947 |
| 6    | José Tomas       | 1947-1948 |
| 7    | José Vila        | 1947-1950 |
| 8    | José Maria Costa | 1950-1951 |
| 9    | José Grau        | 1951-1953 |
| 10   | Joaquín Broto    | 1953-1955 |
| 11   | J.Jiménez        | 1955-1956 |
| 12   | Joaquín Broto    | 1956-1958 |
| 13   | Rafael Murgadas  | 1958-1959 |

| Rang | Nom                  | Période   |
| ---- | -------------------- | --------- |
| 14   | José Grau            | 1959-1961 |
| 15   | Joan Canals          | 1961-1962 |
| 16   | Antonio Molina       | 1961-1962 |
| 17   | Albert Gasulla       | 1963-1964 |
| 18   | Antonio Molina       | 1963-1964 |
| 19   | Eduardo Kucharski    | 1965-1969 |
| 20   | Josep Lluís Cortés   | 1969-1972 |
| 21   | Clinton Morris       | 1972-1973 |
| 22   | Josep Lluís Cortés   | 1973-1975 |
| 23   | Eduardo Kucharski    | 1975-1976 |
| 24   | Josep María Meléndez | 1975-1977 |
| 25   | Antoni Serra         | 1977-1979 |
| 26   | Josep Lluís Cortés   | 1979-1980 |

| Rang | Nom                 | Période   |
| ---- | ------------------- | --------- |
| 27   | Manel Comas         | 1980-1982 |
| 28   | Joaquín Costa Prat  | 1981-1982 |
| 29   | Jack Schrader       | 1982-1983 |
| 30   | Aíto García Reneses | 1983-1985 |
| 31   | Miquel Nolis        | 1985-1986 |
| 32   | Alfred Julbe        | 1986-1989 |
| 33   | Herb Brown          | 1989-1990 |
| 34   | Lolo Sainz          | 1990-1993 |
| 35   | Željko Obradović    | 1993-1994 |
| 36   | Pedro Martínez      | 1994-1995 |
| 37   | Miquel Nolis        | 1994-1995 |
| 38   | Joaquín Costa Prat  | 1995-1996 |
| 39   | Zoran Slavnić       | 1995-1996 |

| Rang | Nom                   | Période   |
| ---- | --------------------- | --------- |
| 40   | Alfred Julbe          | 1996-2000 |
| 41   | Josep Maria Izquierdo | 1999-2001 |
| 42   | Manel Comas           | 2000-2003 |
| 43   | Aíto García Reneses   | 2003-2008 |
| 44   | Sito Alonso           | 2008-2010 |
| 45   | Pepu Hernández        | 2010-2011 |
| 46   | Salva Maldonado       | 2011-2016 |
| 47   | Diego Ocampo          | 2016-2018 |
| 48   | Carles Durán Ortega   | 2018-2024 |
| 49   | Daniel Miret          | 2024-     |

### Joueurs emblématiques
- Maceo Baston
- Eugene Jeter
- Harold Pressley
- Andrew Sullivan
- Derrick Obasohan
- Jan Jagla
- Ademola Okulaja
- Luka Bogdanović
- Tanoka Beard
- Stéphane Dumas
- Alain Koffi
- Uroš Tripković
- Nenad Marković
- Kristaps Valters
- Luboš Bartoň
- Jérôme Moïso
- Rudy Fernández
- Rafael Jofresa
- José Antonio Montero
- Raúl López
- Ferran Martínez
- Álex Mumbrú
- Marcelinho Huertas
- Mike Smith
- Corny Thompson
- Andre Turner
- Venson Hamilton
- Raymond Brown
- Jordi Villacampa
- Ricky Rubio
- David Jelínek

### Maillots retirés

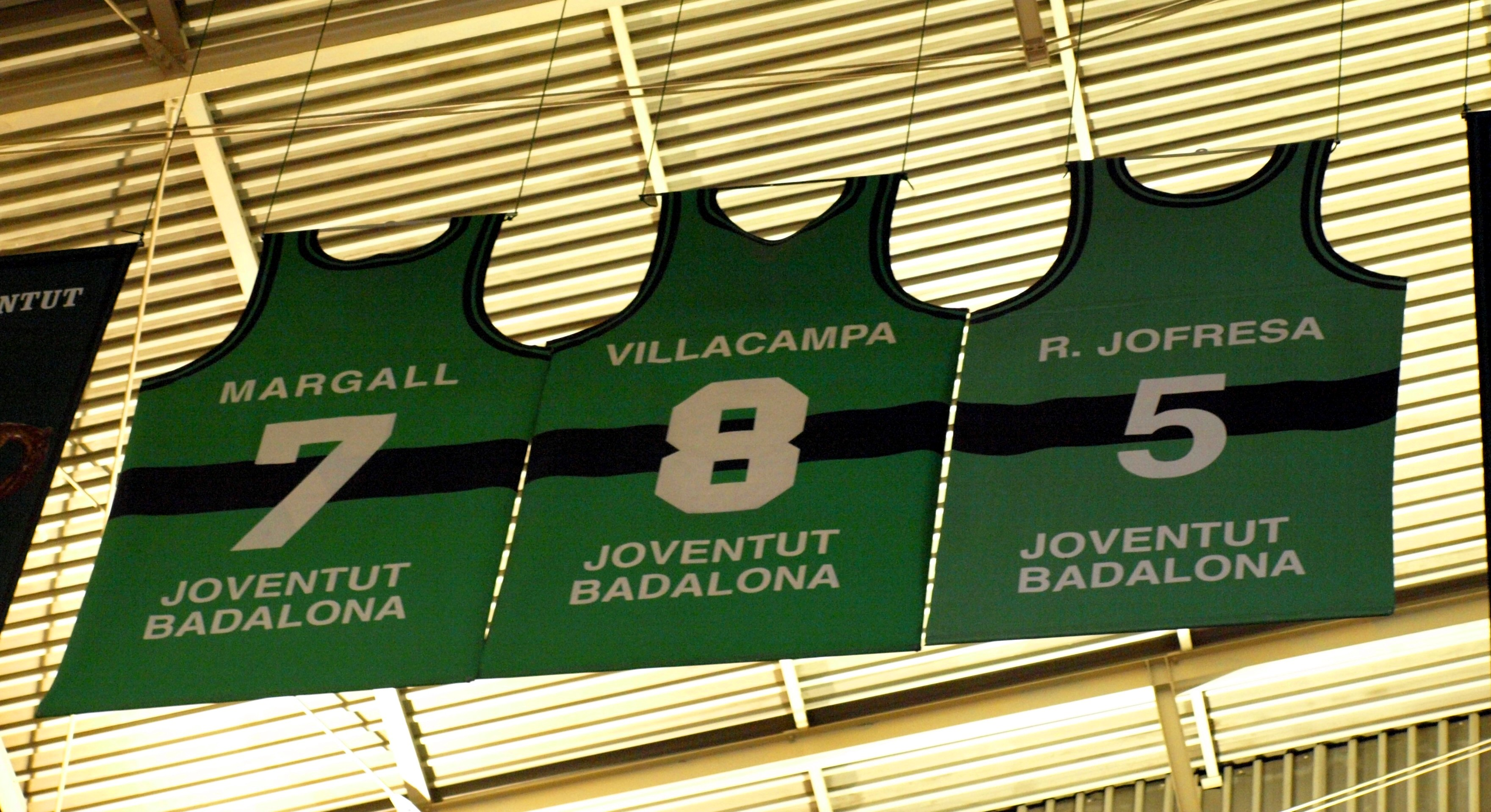
Maillots retirés

Trois joueurs du club ont l'honneur d'avoir leur maillot retiré. Ce sont les numéros 5 de Rafael Jofresa, 7 de Josep Maria Margall et 8 de Jordi Villacampa.